# Hemimorina cruciata
Hemimorina cruciata är en fjärilsart som beskrevs av Augustus Radcliffe Grote 1883. Hemimorina cruciata ingår i släktet Hemimorina och familjen mätare. Inga underarter finns listade i Catalogue of Life.